# Skiatlon
Skiatlon je disciplína v běhu na lyžích kombinující dvě techniky běhu – klasickou a tzv. bruslení. Obě části závodu na sebe bezprostředně navazují.
Skiatlon se obvykle závodí s hromadným startem. Po úvodní klasické části zajíždějí závodníci do depa, kde absolvují tzv. přezouvání – vymění si lyže a hůlky a pokračují až do cíle volnou technikou, tedy bruslením. Lyže na bruslení bývají kratší, jiné je mazání a jiné bývají i hůlky.
Přímou návazností obou částí závodu i zastávkou v depu se skiatlon přiblížil duatlonu nebo triatlonu.
Olympijský skiatlon nyní má délku 15 + 15 km pro muže a 7,5 + 7,5 km pro ženy.
V Česku si skiatlon můžete vyzkoušet v rámci veřejného závodu zařazeného do SKImagazín TOUR, seriálu netradičních závodů v běhu na lyžích, který se koná od roku 2010.

## Historie
Mezinárodní lyžařská federace zavedla v roce 1992 do olympijského programu kombinační závod sestávající ze dvou startů. První den se jel úvodní závod klasickou technikou (10 km muži, 5 km ženy), absolvovaný časovkovým způsobem, za který byly uděleny samostatné medaile a zároveň se počítal do kombinace. Následující den se lyžaři zúčastnili stíhacího závodu volnou technikou (15 km muži, 10 km ženy), který už byl pouze druhou polovinou kombinace, takže se za něj samostatná medaile neudělovala. Tímto způsobem proběhly závody na ZOH 1992, 1994 a 1998. Na ZOH 2002 byl systém změněn, obě části již byly výhradně součástí kombinace, obě měly shodnou délku (2×10 km muži, 2×5 km ženy) a obě se jely v jediný den s hodinovou přestávkou mezi sebou.
Skiatlon s přezouváním lyží se už tehdy začal zkoušet a na mistrovství světa měl premiéru v roce 2003. Prvními olympijskými vítězi v této disciplíně se v Turíně na Zimních olympijských hrách 2006 stali Kristina Šmigunová a Jevgenij Děmentěv, od té doby je nadále součástí olympijského programu.

## Název
Název závodu se v českém prostředí vyvíjel. V počátcích se hovořilo např. o skiduatlonu, tento název se jako menšinový udržel až dodnes. V anglických materiálech se nejčastěji používá název double pursuit (česky dvojitá stíhačka).